# Seljuq ibn Salghur
Saljuq ibn Salghur o Selçuk ibn Salgur fou atabeg salghúrida del Fars, successor del seu germà Muhammad II ibn Salghur el 1263.
Al pujar al tron es va casar amb la poderosa princesa Terken Khatun. Aviat la seva dona va veure que no era persona adequada pel càrrec; es va enemistar també als amirs. Seljuq al sentir-se amenaçat va fer matar Terken Khatun durant un banquet. Després en una decisió temerària va atacar a la delegació mongola. El seu germà que era a la cort mongola fou executat en revenja i Hulagu va enviar forces a Siraz; Seljuq va fugir i es va fer fort a Kazerun, però finalment es va rendir i fou executat a les portes de la ciutat el 4 de desembre de 1264.
El tron fou donar a la princesa Abash Khatun, filla de Sad II ibn Abi Bakr, que (junt amb una germana) era l'única representant de la família salghúrida que restava en vida.